# تضمين (نظام تحكم بالمراجعات)
في أنظمة التحكم بالمراجعات يُعرف التضمين (بالإنجليزية: commit) بأنه عملية إضافة آخر التغييرات للشفرة المصدرية أو بعضها للمستودع  مما يجعل هذه التغييرات جزء من المراجعة الأساسية للمستودع. وعلى عكسالتضمين في إدارة البيانات فتضمينات أنظمة التحكم بالمراجعات هذه يتم الاحتفاظ بها في مستودع إلى أجل غير مسمى. وهكذا فعند قيام المستخدمين الآخرين بعملية تحديث (update) أو جلب (checkout) من المستودع فسوف يحصلون على أحدث مراجعة مُضمنة ما لم يحددوا نسخة معينة يرغبون في جلبها من المستودع حينها. وتسمح أنظمة التحكم بالمراجعات بإرجاع مراجعات سابقة بسهولة، وبالتالي فإن التضمين في أنظمة التحكم بالمراجعات محمي وآمن لأنه يمكن التراجع عنه بسهوله حتى لو تم دفعه للمستودع.

## الاستخدام

### جت (Git)
لتضمين تغيير في نظام المراجعات جت عبر سطر الأوامر (على فرض أنك قد قمت بتثبيته لديك) فيتم تنفيذ هذا الأمر:
```
git
 
commit
 
-m
 
'أي رسالة تشرح التضمين لزملائك'

```

حيث يفترض أنك قمت بضم الملفات التي طرأ عليها التعديل عبر:
```
git
 
add
 
.

```

ويضيف الأمر أعلاه كافة الملفات في دليل العمل للملفات التي سيتم تضمينها (إن طرأ عليها تعديل أو لم يتم تضمينها من قبل بعد). بعد تنفيد أمر التضمين يتبقى خطوة أخيرة وهي دفع التضمينات في المستودع المحلي إلى المتسودع الأساسي  وفي حالتنا اسمه origin  إلى الفرع master:
```
git
 
push
 
origin
 
master

```